# Hadena silenes
Hadena silenes är en fjärilsart som beskrevs av Jacob Hübner 1827. Hadena silenes ingår i släktet Hadena och familjen nattflyn. Inga underarter finns listade i Catalogue of Life.